# Tinikling
Tinikling (tradicionalmente escrito tiniclín) é uma dança folclórica tradicional filipina que se originou antes da colonização espanhola na área.  A dança envolve pelo menos duas pessoas batendo, batendo e deslizando varas de bambu no chão e umas contra as outras, em coordenação com um ou mais dançarinos que passam por cima e entre as varas durante a dança. É tradicionalmente dançado ao som da música rondalla, uma espécie de serenata tocada por um conjunto de instrumentos de cordas que teve origem na Espanha durante a Idade Média. Os movimentos locomotores usados nessa dança são pular, saltar e girar.

## Origens

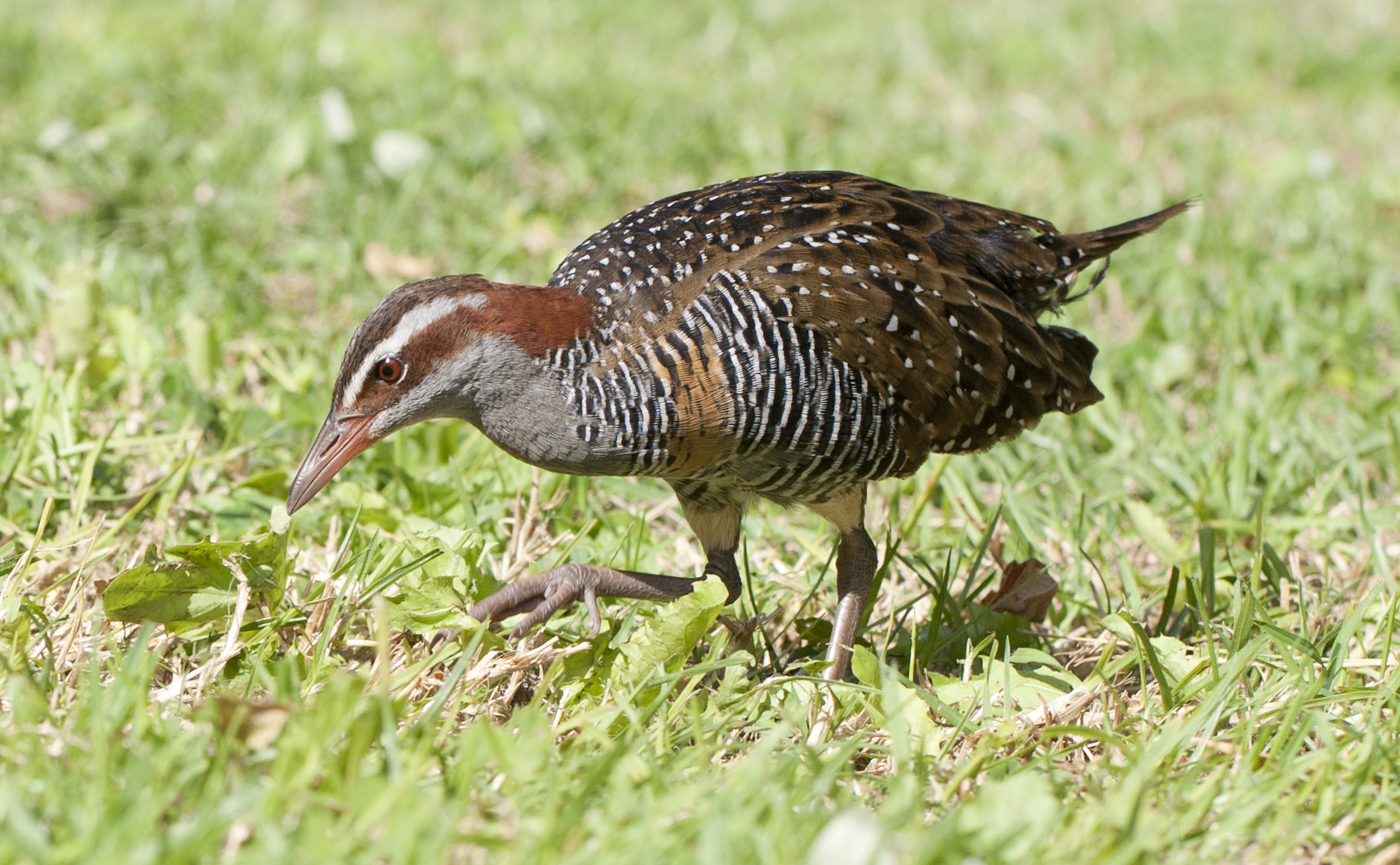
O saracura-de-faixa-amarela, uma das aves conhecidas localmente nas Filipinas como tikling, que foram a inspiração para os movimentos da dança

O nome tinikling é uma referência às aves conhecidas localmente como tikling, que podem ser qualquer uma de várias espécies de ralídeos, mas se refere mais especificamente ao slaty-breasted rail (Gallirallus striatus), ao slaty-banded rail (Gallirallus philippensis) e ao slaty rail (Gallirallus torquatus).  O termo tinikling significa literalmente "fazer cócegas". 
A dança teve origem em Palo, Leyte, na ilha nas Visayas.  Ele imita o movimento dos pássaros enquanto eles andam entre os talos de grama, correm sobre galhos de árvores ou desviam de armadilhas de bambu colocadas por produtores de arroz. Os dançarinos imitam a lendária graça e velocidade do pássaro tiquetaqueante, manobrando habilmente entre grandes postes de bambu.  No entanto, outras histórias conhecidas também explicam a origem dessa dança nacional. Uma lenda mais popular, sem evidências históricas, é que a dança do tinikling teve origem entre os trabalhadores rurais filipinos durante a colonização espanhola. Era uma forma de punição para os trabalhadores que trabalhavam muito devagar nas grandes fazendas dos espanhóis. Mais especificamente, duas varas de bambu com pontas espinhosas foram usadas para bater nos pés dos trabalhadores do campo. A lenda diz que depois de um tempo, os trabalhadores se treinaram para desviar dos golpes dos postes de bambu. O que antes era uma forma de evitar a punição tornou-se agora uma forma de arte e dança. 
Hoje em dia, o tinikling é ensinado em todos os Estados Unidos. Do jardim de infância ao 12º ano, a dança é usada como um exercício aeróbico nas aulas da educação física, para ajudar a expandir movimentos físicos, como coordenação das mãos, velocidade dos pés e também ritmo. O Tinikling é comumente realizado em escolas e em ocasiões especiais, como o dia da independência das Filipinas, como uma celebração da cultura e do orgulho filipinos. 

## Descrição
Dois ou quatro pares paralelos de varas de bambu, cada um com cerca de 6 a 12 pés (1,8 a 3,7 m) de comprimento, são segurados por duas ou mais pessoas sentadas ou ajoelhadas ("palmas" ou "cliques"). Os bastões são usados como instrumentos de percussão que acompanham a música rondalla tocada com instrumentos de corda (geralmente bandúrias, guitarras, laúdes, octavinas ou ukuleles). Eles produzem sons de palmas quando são batidos no chão (ou em dois pedaços elevados de madeira) e uns nos outros em um padrão dos três metros. Tradicionalmente, os postes são batidos duas vezes no chão nas duas primeiras batidas e depois reunidos na terceira batida.   
Dois ou mais dançarinos então serpenteiam pelos postes de bambu que se movem rapidamente, com os pés e tornozelos descalços. Os dançarinos têm que seguir o ritmo com cuidado para não prender os tornozelos entre os postes quando eles se fecham. Eles começam a dança com as mãos na cintura ou entrelaçadas atrás das costas. O ritmo dos bastões de bambu fica mais rápido à medida que a dança avança, forçando os dançarinos a se aproximarem mais enquanto seus movimentos se tornam mais frenéticos. Os dançarinos dão as mãos na última parte da dança, quando o ritmo é mais rápido. Eles terminam a dança soltando as mãos um do outro e saindo completamente dos postes de bambu em movimento. 
Para a dança, as mulheres tradicionalmente usam um vestido chamado Balintawak ou patadyong, e os homens usam uma camisa bordada para fora da calça chamada barongue tagalo. O Balintawak são vestidos coloridos com mangas largas e arqueadas e o patadyong é uma blusa de fibra de abacaxi combinada com saias xadrez. O barong Tagalog geralmente é uma camisa leve de mangas compridas usada com calças vermelhas. Os dançarinos não usam calçados durante a apresentação. 
As variantes modernas da dança podem incluir inovações como aumentar o número ou a disposição dos postes (incluindo a troca de postes no meio da dança), alterar o número de dançarinos ou usar músicas e coreografias diferentes.  Também é conhecido por ter mudado a música dos tempos modernos para canções modernas com fortes percussões e baixo para conectar as tradições da dança folclórica filipina com seu estilo de vida moderno. Nas Filipinas, a dança é frequentemente realizada em certos domingos. 

## Adaptações
Ao realizar por os grupos de dança ou em espetáculos culturais, o Tinikling é normalmente realizado na "Suíte Rural", que inclui danças originárias de cristãos filipinos que têm um caráter mais "folclórico".  Essas danças são originárias principalmente das ilhas de Visayas e imitam a simplicidade e a alegria do estilo de vida dos moradores filipinos que viveram nessas regiões durante o período espanhol.  Outras danças folclóricas filipinas desta categoria incluem Sayaw sa Bangko, Maglalatik e Pandanggo sa Ilaw.

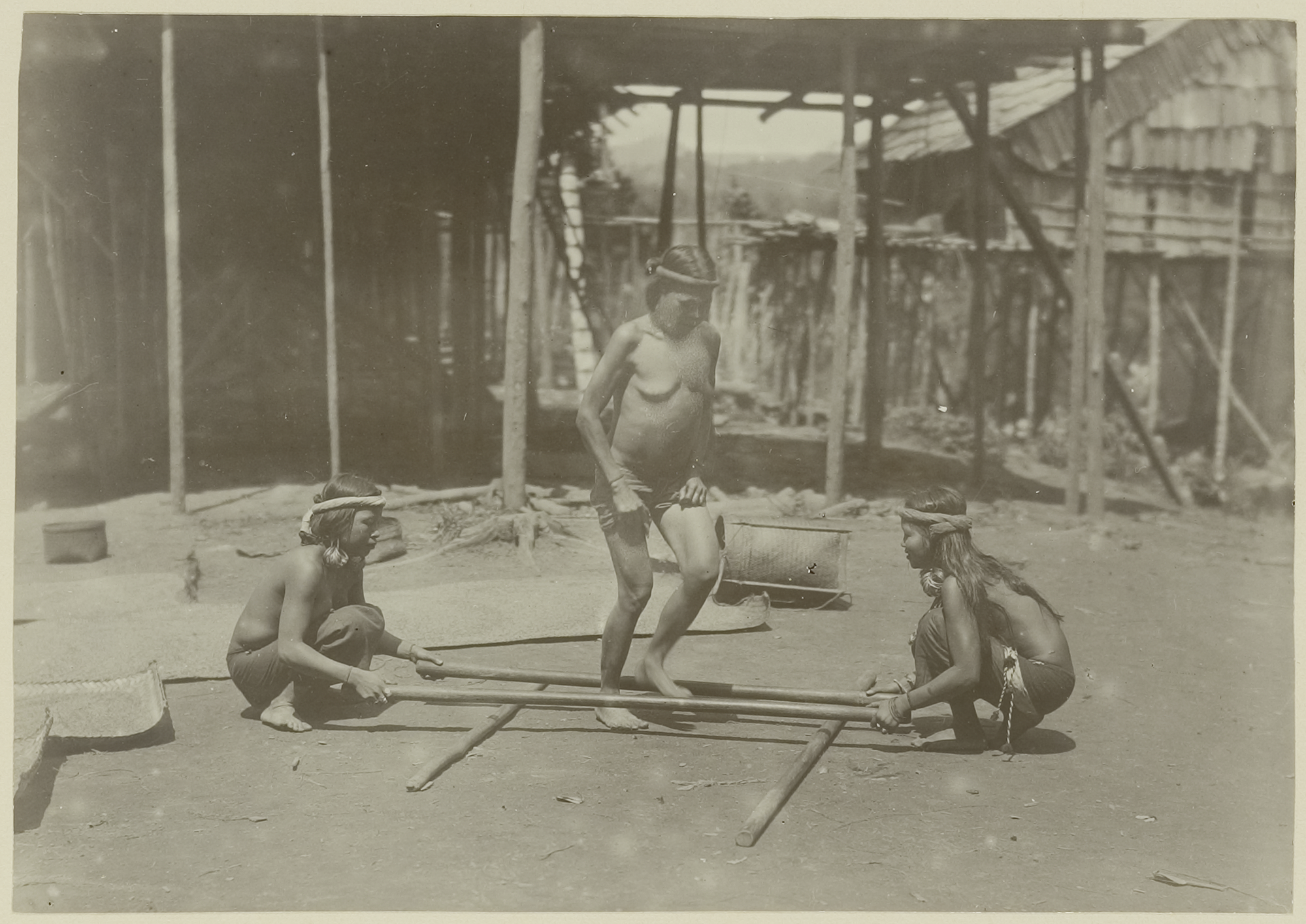
Uma dança semelhante ao tilintar feito pelos Kayan no alto Mahakam, no centro de Bornéu. A foto foi tirada por volta de 1898 e 1900 d.C.

Nos Estados Unidos, essa dança foi alterada para um ritmo de quatro tempos para se adaptar à música popular. Em alguns casos, tem sido usado em conjunto com as artes marciais tradicionais filipinas para demonstrar a agilidade dos pés e a fluidez dos movimentos.  Como mencionado anteriormente, o Tinikling é usado como exercício aeróbico em aulas de educação física nos Estados Unidos, do jardim de infância ao 12º ano. Em vez de usar postes de bambu tradicionais, a maioria das escolas cria seus postes usando tubos de PVC de plástico ou cavilhas de madeira.  Outra alternativa é amarrar elásticos nos tornozelos de dois alunos. Os dois alunos alternam entre pular com os pés separados e juntos para simular o movimento dos postes de madeira. Dessa forma, mais alunos se envolvem no exercício aeróbico, e não apenas o dançarino. 

## Versões regionais da dança
As danças semelhantes são encontradas por toda a Ásia, significando relações culturais próximas entre os povos da região. Em Taiwan, há as danças de bambu Ami e Puyuma. No Sudeste Asiático, danças semelhantes, como o Rangku Alu dos Manggarai e o Gaba-gaba dos Amboneses na Indonésia, o Múa Sạp do Vietnã, o Lao Kra Top Mai da Tailândia, o Robam Kom Araek do Camboja, a Karen ou Chin Bamboo Dance de Mianmar, o Alai Sekap em Brunei e o Magunatip do povo Murut de Bornéu. No nordeste da Índia, várias danças de bambu, como a dança Cheraw do povo Mizoram, e vários outros grupos Naga, como as danças de bambu do povo Kuki, ainda são realizadas hoje. Várias danças de bambu no sul da China: o Zhuang, o Li (chamado Da Chai), o Yao, etc.